# 2022年イタリアグランプリ
2022年イタリアグランプリ（英:  2022  Italian Grand Prix）は、2022年のF1世界選手権の第16戦として、2022年9月11日にモンツァ・サーキットにて開催。
正式名称は「Formula 1 Pirelli Gran Premio D’Italia 2022」。

## 背景
タイヤ
本レースでピレリが持ち込むドライ用タイヤのコンパウンドはハード（白）：C2、ミディアム（黄）：C3、ソフト（赤）：C4の中間の組み合わせ。提供されるセット数はハード2、ミディアム3、ソフト8。
| ドライ用   | ドライ用       | ドライ用   | ウェット用           | ウェット用   |
| C2         | C3             | C4         | インターミディエイト | フルウェット |
| ---------- | -------------- | ---------- | -------------------- | ------------ |
| （ハード） | （ミディアム） | （ソフト） | （小雨用）           | （大雨用）   |
DRS：2箇所※（　）内は検知ポイント
- DRS1：ターン7より170m先から（ターン7の95m手前）
- DRS2：フィニッシュラインより115m先から（ターン11の20m手前）

その他
- フェラーリは、モンツァ・サーキット100周年を記念し、カナリアイエローをマシンやレーシングスーツなどに施すことを発表した。

## エントリーリスト
前戦から変更なし。

## フリー走行
FP1
2022年9月9日 14:00 CEST(UTC+2)
トップはシャルル・ルクレール、2番手にカルロス・サインツが続きフェラーリ勢が1-2となった。イギリスのエリザベス女王が亡くなったことを受け、セッション開始10分前に黙祷が捧げられた。
FP2
2022年9月9日 17:00 CEST(UTC+2)
トップはサインツ。2番手にマックス・フェルスタッペン、3番手にルクレールが続いた。セッション開始から28分でミック・シューマッハがマシントラブルで停めたことにより、7分間の赤旗中断となった。
FP3
2022年9月10日 13:00 CEST(UTC+2)
トップはフェルスタッペン、2番手にルクレール、3番手にセルジオ・ペレスが続いた。セッション開始前にアレクサンダー・アルボンが盲腸による欠場と、FP3以降の代役にニック・デ・フリースを起用することを発表した。

## 予選
2022年9月10日 16:00 CEST(UTC+2)（文章の出典）
ポールはシャルル・ルクレール、シーズン8度目通算17回目の獲得。2番手にマックス・フェルスタッペン1、3番手にカルロス・サインツ2が続いた。
Q1はハース・アストンマーティン、ニコラス・ラティフィが脱落し、代走のニック・デ・フリースはQ2へ進んだ。Q2ではアルファロメオ、エステバン・オコン、デ・フリースと1周も走らなかった角田裕毅が脱落した。Q3の最初のタイム計測ではサインツがトップに立った。2度目のタイム計測でルクレールがそれを更新、フェルスタッペンも更新するもルクレールには及ばず2番手となった。

### 予選結果
| 順位                | No. | ドライバー                 | コンストラクター                        | Q1       | Q2       | Q3       | Grid |
| ------------------- | --- | -------------------------- | --------------------------------------- | -------- | -------- | -------- | ---- |
| 1                   | 16  | シャルル・ルクレール       | フェラーリ                              | 1:21.280 | 1:21.208 | 1:20.161 | 1    |
| 2                   | 1   | マックス・フェルスタッペン | レッドブル-RBPT                         | 1:20.922 | 1:21.265 | 1:20.306 | 71   |
| 3                   | 55  | カルロス・サインツ         | フェラーリ                              | 1:21.348 | 1:20.878 | 1:20.429 | 182  |
| 4                   | 11  | セルジオ・ペレス           | レッドブル-RBPT                         | 1:21.495 | 1:21.358 | 1:21.206 | 131  |
| 5                   | 44  | ルイス・ハミルトン         | メルセデス                              | 1:22.048 | 1:21.708 | 1:21.524 | 192  |
| 6                   | 63  | ジョージ・ラッセル         | メルセデス                              | 1:21.785 | 1:21.747 | 1:21.542 | 2    |
| 7                   | 4   | ランド・ノリス             | マクラーレン-メルセデス                 | 1:22.130 | 1:21.831 | 1:21.584 | 3    |
| 8                   | 3   | ダニエル・リカルド         | マクラーレン-メルセデス                 | 1:22.139 | 1:21.855 | 1:21.925 | 4    |
| 9                   | 10  | ピエール・ガスリー         | アルファタウリ-RBPT                     | 1:22.010 | 1:22.062 | 1:22.648 | 5    |
| 10                  | 14  | フェルナンド・アロンソ     | アルピーヌ-ルノー                       | 1:22.089 | 1:21.861 |          | 6    |
| 11                  | 31  | エステバン・オコン         | アルピーヌ-ルノー                       | 1:22.166 | 1:22.130 |          | 141  |
| 12                  | 77  | バルテリ・ボッタス         | アルファロメオ-フェラーリ               | 1:22.089 | 1:22.235 |          | 151  |
| 13                  | 45  | ニック・デ・フリース       | ウィリアムズ-メルセデス                 | 1:22.567 | 1:22.471 |          | 8    |
| 14                  | 24  | 周冠宇                     | アルファロメオ-フェラーリ               | 1:22.003 | 1:22.577 |          | 9    |
| 15                  | 22  | 角田裕毅                   | アルファタウリ-RBPT                     | 1:22.020 |          |          | 2023 |
| 16                  | 6   | ニコラス・ラティフィ       | ウィリアムズ-メルセデス                 | 1:22.587 |          |          | 10   |
| 17                  | 5   | セバスチャン・ベッテル     | アストンマーティン・アラムコ-メルセデス | 1:22.636 |          |          | 11   |
| 18                  | 18  | ランス・ストロール         | アストンマーティン・アラムコ-メルセデス | 1:22.748 |          |          | 12   |
| 19                  | 20  | ケビン・マグヌッセン       | ハース-フェラーリ                       | 1:22.908 |          |          | 161  |
| 20                  | 47  | ミック・シューマッハ       | ハース-フェラーリ                       | 1:23.005 |          |          | 172  |
| 107% time: 1:26.586 |     |                            |                                         |          |          |          |      |
| ソース:             |     |                            |                                         |          |          |          |      |

追記
- ^1 - フェルスタッペン、ペレス、オコン、ボッタス、マグヌッセンはパワーユニットを交換したため、フェルスタッペンとオコンは5グリッド降格、ペレスは10グリッド降格、ボッタスとマグヌッセンは15グリッド降格。
- ^2 - サインツ、ハミルトン、角田、シューマッハはパワーユニットとギアボックスを交換したため、シューマッハは15グリッド降格、サインツ、ハミルトン、角田は最後尾グリッド降格。
- ^3 - 角田は5つの戒告処分を蓄積したため、10グリッド降格。また、フリー走行中に黄旗での減速を行わなかったため3グリッド降格。

## 決勝
2022年9月11日 15:00 CEST(UTC+2)（文章の出典）
優勝はマックス・フェルスタッペンでシーズン11勝目、通算31勝目。フランスGPからの連勝数を5とした。2位にはシャルル・ルクレール、3位にジョージ・ラッセルとなった。
20人中9人がペナルティにより降格したグリッドとなった。スタートタイヤはソフトとミディアムに分かれ、フロントローのルクレール、ラッセルなど5名がソフト、その他はミディアムを選択。ターン1でコースオフするマシンが見られたが大きな混乱はなかった。7番手からスタートしたフェルスタッペンは2周目に3位、4周目には2位となりルクレールを追いかける展開となる。11周目にセバスチャン・ベッテルがマシンを停めたことによりVSCが導入され、ルクレールはこのタイミングでミディアムタイヤへ交換し3番手で復帰する。18～25周目にかけて各車がピット作業を行い、フェルスタッペンは2番手で復帰、ルクレールとの差を0.6～8秒ずつ縮めていく。33周目にルクレールは再びピット作業を行いソフトへ交換しフェルスタッペンを追いかけるが、46周目にダニエル・リカルドがマシンを停めたことによりセーフティカー(SC)が導入される。各車、再びピットインをするもSC先導のまま最終周へ入り、そのままレース終了となった。このレースがデビュー戦のニック・デ・フリースは9位でゴールし、デビュー戦での入賞を果たした。
フェルスタッペンは選手権2位のルクレールとの差を116ポイントへ広げたことにより、次戦シンガポールGPの結果次第ではドライバーズタイトル獲得となる。

### レース結果
| 順位    | No. | ドライバー                 | コンストラクター                        | 周回数 | タイム/リタイア原因 | Grid | Pts. |
| ------- | --- | -------------------------- | --------------------------------------- | ------ | ------------------- | ---- | ---- |
| 1       | 1   | マックス・フェルスタッペン | レッドブル-RBPT                         | 53     | 1:20:27.511         | 7    | 25   |
| 2       | 16  | シャルル・ルクレール       | フェラーリ                              | 53     | +2.446              | 1    | 18   |
| 3       | 63  | ジョージ・ラッセル         | メルセデス                              | 53     | +3.405              | 2    | 15   |
| 4       | 55  | カルロス・サインツ         | フェラーリ                              | 53     | +5.061              | 18   | 12   |
| 5       | 44  | ルイス・ハミルトン         | メルセデス                              | 53     | +5.380              | 19   | 10   |
| 6       | 11  | セルジオ・ペレス           | レッドブル-RBPT                         | 53     | +6.091              | 13   | 9FL  |
| 7       | 4   | ランド・ノリス             | マクラーレン-メルセデス                 | 53     | +6.207              | 3    | 6    |
| 8       | 10  | ピエール・ガスリー         | アルファタウリ-RBPT                     | 53     | +6.396              | 5    | 4    |
| 9       | 45  | ニック・デ・フリース       | ウィリアムズ-メルセデス                 | 53     | +7.122              | 8    | 2    |
| 10      | 24  | 周冠宇                     | アルファロメオ-フェラーリ               | 53     | +7.910              | 9    | 1    |
| 11      | 31  | エステバン・オコン         | アルピーヌ-ルノー                       | 53     | +8.323              | 14   |      |
| 12      | 47  | ミック・シューマッハ       | ハース-フェラーリ                       | 53     | +8.549              | 17   |      |
| 13      | 77  | バルテリ・ボッタス         | アルファロメオ-フェラーリ               | 52     | +1 Lap              | 15   |      |
| 14      | 22  | 角田裕毅                   | アルファタウリ-RBPT                     | 52     | +1 Lap              | 20   |      |
| 15      | 6   | ニコラス・ラティフィ       | ウィリアムズ-メルセデス                 | 52     | +1 Lap              | 10   |      |
| 16      | 20  | ケビン・マグヌッセン       | ハース-フェラーリ                       | 52     | +1 Lap              | 16   |      |
| Ret     | 3   | ダニエル・リカルド         | マクラーレン-メルセデス                 | 45     | DNF                 | 4    |      |
| Ret     | 18  | ランス・ストロール         | アストンマーティン・アラムコ-メルセデス | 39     | DNF                 | 12   |      |
| Ret     | 14  | フェルナンド・アロンソ     | アルピーヌ-ルノー                       | 31     | DNF                 | 6    |      |
| Ret     | 5   | セバスチャン・ベッテル     | アストンマーティン・アラムコ-メルセデス | 10     | DNF                 | 11   |      |
| ソース: |     |                            |                                         |        |                     |      |      |

#### 達成された主な記録
- デビュー戦でポイント獲得：ニック・デ・フリース（F1史上67人目)

## 第16戦終了時点のランキング
|         | 順位 | ドライバー                 | ポイント | 1位との差 |
| ------- | ---- | -------------------------- | -------- | --------- |
|         | 1    | マックス・フェルスタッペン | 335      |           |
|         | 2    | シャルル・ルクレール       | 219      | -116      |
|         | 3    | セルジオ・ペレス           | 210      | -125      |
|         | 4    | ジョージ・ラッセル         | 203      | -132      |
|         | 5    | カルロス・サインツ         | 187      | -148      |
| ソース: |      |                            |          |           |

|         | 順位 | コンストラクター        | ポイント | 1位との差 |
| ------- | ---- | ----------------------- | -------- | --------- |
|         | 1    | レッドブル-RBPT         | 545      |           |
|         | 2    | フェラーリ              | 406      | -135      |
|         | 3    | メルセデス              | 371      | -174      |
|         | 4    | アルピーヌ-ルノー       | 125      | -420      |
|         | 5    | マクラーレン-メルセデス | 107      | -438      |
| ソース: |      |                         |          |           |

- 注：いずれもトップ5まで掲載。

### DHLファステストラップアワード
|         | 順位 | ドライバー                 | 獲得数 |
| ------- | ---- | -------------------------- | ------ |
|         | 1    | マックス・フェルスタッペン | 5      |
|         | 2    | シャルル・ルクレール       | 3      |
| 2       | 3    | セルジオ・ペレス           | 3      |
| 1       | 4    | カルロス・サインツ         | 2      |
| 1       | 5    | ルイス・ハミルトン         | 2      |
| ソース: |      |                            |        |

- 注：いずれもトップ5まで掲載。
- 注：ファストテストラップアワードは同数の場合、カウントバック方式がとられている。